# Goose Island (brouwerij)
Goose Island is een brouwerij in Chicago, Illinois, dat begon als een brewpub in 1988 in het Lincoln Park in Chicago, en is vernoemd naar een nabijgelegen eiland. De grotere brouwerij opende in 1995, en een tweede brewpub, in Wrigleyville, in 1999.
Hun bieren zijn verspreid over de Verenigde Staten en het Verenigd Koninkrijk nadat een belang van het bedrijf was verkocht aan Widmer Brothers Brouwerij in 2006, en de brouwerij was in staat om uit te breiden naar andere markten. In 2011 werd Goose Island verkocht aan Anheuser-Busch InBev. Greg Hall trad af als brouwmeester met de aankoop van AB InBev in 2011; Brett Porter werd ingehuurd als de nieuwe brouwmeester.

## Brewpubs

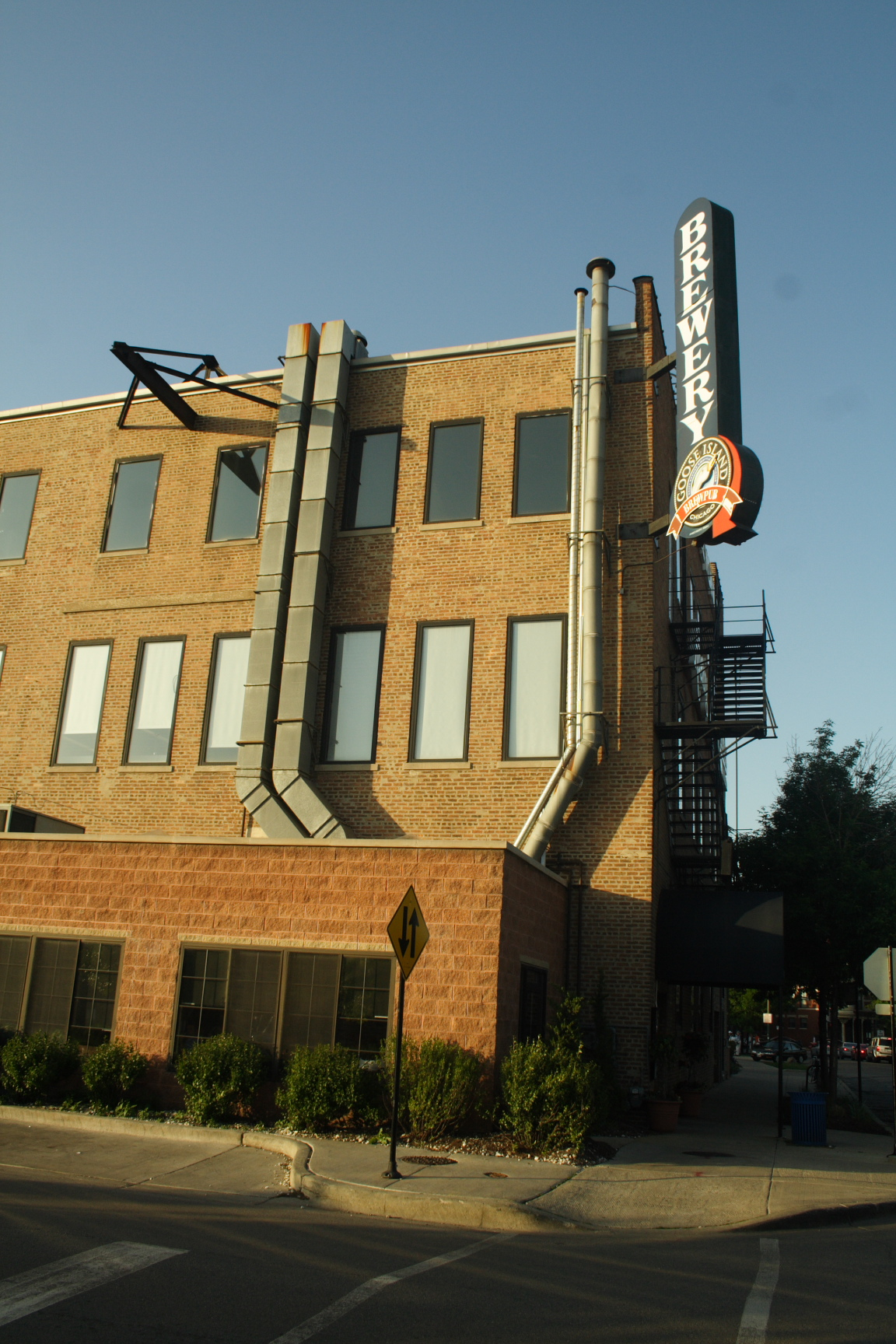
Goose Island brewpub op Clybourn Ave.

Goose Island heeft een brewpub gelegen op Clybourn Ave en serveert brunch, lunch en diner naast het assortiment van bieren. De brewpub werd verkocht aan Anheuser-Busch in 2016, maar het blijft nog steeds een dochteronderneming van de Fulton Street brouwerij. De Clybourn Avenue Brewpub sloot voor renovatie in januari 2017; de heropening was in oktober 2017 met een nieuwe naam, Goose Island Brewhouse.
De brouwerij op Fulton Street beschikt over een taproom en biedt ook rondleidingen aan.
Goose Island is momenteel actief in verschillende steden over de hele wereld, met brewpubs in Toronto, Sao Paolo, Seoul en Shanghai; een pub in Monterrey, Mexico; Philadelphia en een vintage ale house in Londen.

## Producten

### Bier

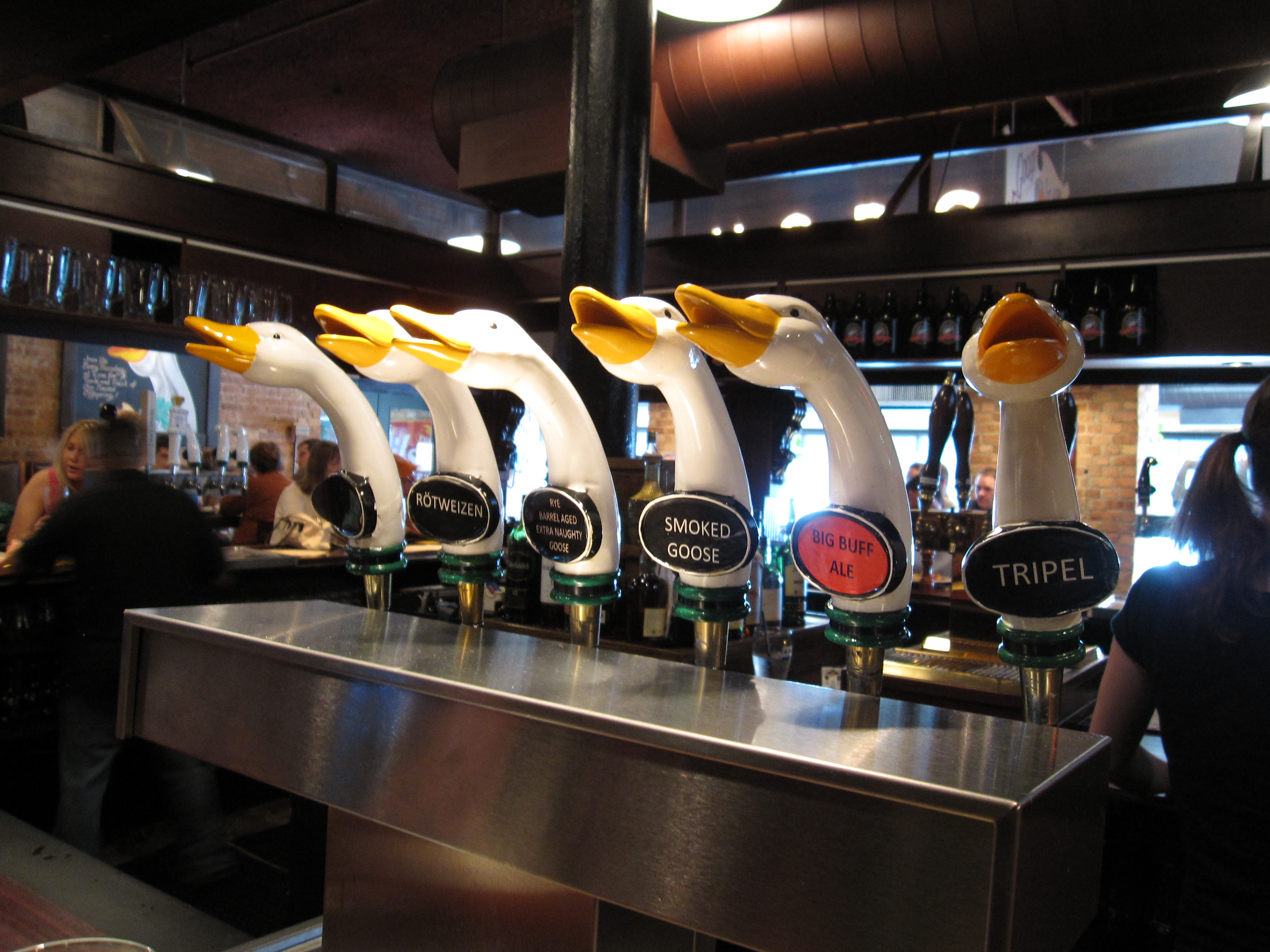
Bieren op tap in de pub

Goose Island produceert een aantal bieren die het hele jaar door beschikbaar zijn, evenals een aantal bieren die seizoensgebonden zijn. De brouwerij heeft vroeger tientallen andere bieren gebrouwen.
In November 2008 kwam Goose Island in het nieuws omdat haar kleine batch Bourbon County Brand Stout voor het eerst beschikbaar was in de Westerse staten van Amerika.
Goose Island bieren waren oorspronkelijk alleen beschikbaar in de omgeving van Chicago, maar sinds 2012 verkrijgbaar in alle 50 staten.